# Lijst van rijksmonumenten in Wommels
De plaats Wommels telt 10 inschrijvingen in het rijksmonumentenregister. Hieronder een overzicht. 
| Object | Oorspronkelijke functie?  | Bouwjaar                                                                                | Architect | Locatie             | Coördinaten?                 | Nr.?   | Afbeelding |
| --- | ------------------------- | --------------------------------------------------------------------------------------- | --------- | ------------------- | ---------------------------- | ------ | --- |
| Scheltingastate | Boerderij                 | ca. 1865                                                                                |           | Krabbedyk 2         | 53° 6' 22" NB, 5° 33' 15" OL | 21567  | Meer afbeeldingen |
| Keuterijtje met woongedeelte onder zadeldak tegen topgevel en met rechthoekig schuurgedeelte in de vorm van een met hout beklede hooiberg                                 | Boerderij                 |                                                                                         |           | Littenserbuorren 8  | 53° 6' 15" NB, 5° 33' 52" OL | 21568  | Keuterijtje met woongedeelte onder zadeldak tegen topgevel en met rechthoekig schuurgedeelte in de vorm van een met hout beklede hooiberg |
| Jacobikerk. Hervormde kerk en toren | Kerk en kerkonderdeel     | in opzet mog. 13e-eeuws 1508 (herstel na brand) 1862 (toren, met mog. 16e-eeuwse delen) |           | Terp 19             | 53° 6' 29" NB, 5° 35' 18" OL | 21569  | Meer afbeeldingen |
| Kop-hals-rompboerderij tussen topgevels met onderkelderd kort voorhuis, zesruitsvensters en kleine lichtopeningen in de top onder zadeldak met topschoorstenen met borden | Boerderij                 | ca. 1870                                                                                |           | Walperterwei 49     | 53° 6' 46" NB, 5° 35' 28" OL | 21570  | Meer afbeeldingen |
| Voorm. kaaspakhuis | Woonhuis                  |                                                                                         |           | Keatsebaen 10       | 53° 6' 28" NB, 5° 35' 14" OL | 21574  | Kaaspakhuis Voorm. kaaspakhuis |
| Edensermolen | Industrie- en poldermolen | verm. 1847 1996-'97 (rest./herbouw)                                                     |           | bij Hegenserleane 3 | 53° 7' 20" NB, 5° 36' 4" OL  | 21575  | Meer afbeeldingen |
| Woonhuis bij kaaspakhuis | Woonhuis                  | ca. 1890                                                                                |           | Terp 35             | 53° 6' 30" NB, 5° 35' 10" OL | 516331 | Woonhuis bij kaaspakhuis |
| Museum it Tsiispakhûs (zuivelmuseum) | Opslag                    | 1905 1985 (rest.)                                                                       |           | Ald Hiem 2          | 53° 6' 29" NB, 5° 35' 10" OL | 516332 | Meer afbeeldingen |
| Kaaskoopmanswoning in ambachtelijk-traditionele stijl | Woonhuis                  | 1871                                                                                    |           | Terp 20             | 53° 6' 34" NB, 5° 35' 13" OL | 516355 | Kaaskoopmanswoning in ambachtelijk-traditionele stijl                                                                                     |
| Hek rond de Wilhelminaboom | Erfscheiding              | 1898                                                                                    |           | t.o. Terp 21        | 53° 6' 30" NB, 5° 35' 15" OL | 516356 | Hek rond de Wilhelminaboom |